# Yutaka Tanoue
Yutaka Tanoue (født 12. januar 1986) er en japansk fodboldspiller, som spiller for den japanske fodboldklub Kagoshima United FC.